# Les Champs magnétiques
Les Champs magnétiques ( ‚Die magnetischen Felder‘) ist ein Buch von André Breton und Philippe Soupault. Es entstand 1919 und wurde 1920 als erstes Werk des literarischen Surrealismus publiziert. Der Text gilt zugleich als eines der bedeutendsten surrealistischen Werke.

## Entstehung
Das Werk entstand in wenigen Tagen als Ergebnis eines „automatischen Schreibens“. Breton schrieb dazu in seinem ersten Manifest des Surrealismus (1924):

„Reiner psychologischer Automatismus, durch den man mündlich oder schriftlich oder auf irgendeine andere Weise den wirklichen Ablauf des Denkens auszudrücken sucht. Denk-Diktat ohne jede Kontrolle durch die Vernunft, jenseits jeder ästhetischen oder moralischen Bedenken.“

Das erste Kapitel wurde allein von Soupault geschrieben, das zweite von Bréton. Die folgenden Kapitel entstanden gemeinsam, in einer Art Dialog. Das vorletzte Kapitel stammt wiederum allein von Bréton, das letzte von Soupault.
Die beiden Autoren waren zunächst sehr unsicher, was den Wert des Experiments betraf. Erst infolge des großen Zuspruchs von Louis Aragon und Théodore Fraenkel veröffentlichten sie die ersten drei Kapitel in der Zeitschrift Littérature, Heft 8–10 (Oktober bis Dezember) 1919. Im Jahr darauf erschien das Ganze als Buch im Verlag Au Sans Pareil, der Verleger war René Hilsum.
Der Text erscheint auf den ersten Blick ohne Sinn, vergleichbar den Werken des Dadaismus, besitzt aber eine reichhaltige Textur sowie eine starke Bildhaftigkeit und Poesie. Häufig wurde er mit einem Traum verglichen.
Breton und Soupault betonten später mehrfach, dass der Text nicht unter dem Einfluss von Drogen entstand, sondern mehr in einem passiven Zustand des Halbschlafs.
Das Originalmanuskript wurde 1983 für etwa 150.000 Francs von der Bibliothèque nationale de France erworben.

## Gliederung
Das Buch besteht aus neun Kapiteln:
- La glace sans tain – ‚Der durchsichtige Spiegel‘
- Saison – ‚Jahreszeiten‘
- Éclipses – ‚Finsternisse‘
- En 80 jours – ‚In 80 Tagen‘
- Barrières – ‚Schranken‘
- Ne bougeons plus – ‚Nicht mehr rühren‘
- Gants blancs – ‚Weiße Handschuhe‘
- La Pagure dit I – ‚Der Pagurus sagt I‘
- La Pagure dit II – ‚Der Pagurus sagt II‘

## Textprobe (Anfang)
| Französisch | Übertragung ins Deutsche |
| --- | --- |
| 1 Prisonniers des gouttes d’eau, nous ne sommes que des animeaux perpétuels. Nous courons dans les villes sans bruits… 2 Notre bouche est plus sèche que les plages perdues; nos yeux tournent sans but, sans espoir. Il n’y a plus que ces cafés où nous nous réunissons pour boir ces boissons fraîches, ces alcools délayés et les tables sont plus poisseuses que ces trottoirs oú sont tombées nos ombres mortes de la veille. | 1 Gefangene der Wassertropfen, wir sind nur ewige Tiere. Wir laufen durch die lautlosen Städte… 2 Unser Mund ist trockener als die verlorenen Strände; unsere Augen drehen sich ziellos, hoffnungslos. Da sind nur die Cafés, wo wir uns treffen, um diese kühlen Getränke zu trinken, diesen verdünnten Alkohol, und die Tische sind schmieriger als die Bürgersteige, auf die unsere toten Schatten vom Vortag gefallen sind. |

## Vertonung
Auszüge des Textes verwendet die gleichnamige Soundcollage von Mia Brentano (1989), erschienen auf dem Album Mia Brentano's River of Memories. A Mystery Trip (2019). Es wurde mit dem Preis der deutschen Schallplattenkritik ausgezeichnet.